# 안상훈 (영화 감독)
안상훈은 대한민국의 영화 감독, 각본가이다. 그는 2006년 영화 《아랑》으로 데뷔했으며, 《블라인드》, 《순수의 시대》로 잘 알려져 있다.

## 필모그래피

### 영화
| 연도 | 제목                     | 감독   | 각본가 | 기타      |
| ---- | ------------------------ | ------ | ------ | --------- |
| 2002 | ...ing                   | 아니요 | 아니요 | 연출부    |
| 2003 | 헤븐? 헤븐!              | 예     | 예     | 단편 영화 |
| 2005 | 언니가.. 이해하셔야 돼요 | 아니요 | 아니요 | 연출부    |
| 2006 | 아랑                     | 예     | 예     | 각색      |
| 2011 | 블라인드                 | 예     | 아니요 | 각색      |
| 2015 | 순수의 시대              | 예     | 아니요 |           |
| 2016 | 나는 증인이다            | 예     | 예     | 중국 영화 |

## 기타 참여
- 제16회 제천국제음악영화제의 공식 트레일러 연출[1]

## 수상
- 2004년 대한민국 영상대전 우수상[2]